# 中东战争
中東戰爭，又稱中東戰爭，是指20世紀中期以色列立國後與埃及、敘利亞、伊拉克等周圍阿拉伯國家所进行的五次大规模战争，但雙方的衝突至今仍尚未平息。此外，以阿戰爭在冷戰時期具有代理人戰爭性質，當時蘇聯支持阿拉伯國家（不過俄以關係起初仍比較緊密），而美國則基本支持以色列。埃及與以色列建立外交關係後，外交政策漸漸由傾向蘇聯轉為傾向美國與西方。

## 背景
犹太人是一个源自古代近東地区的民族。有人类学研究认为时间公元前10世纪或公元前9世纪该地区的铁器时代曾经存在过犹太部落王国。根据犹太教教义，以色列地带为犹太人的应许之地。
历史上，以色列地带曾经先后被新巴比伦帝國（586－538 BC）、波斯第一帝國及希腊馬其頓帝國（538－160 BC）、塞琉古帝國轄下的哈斯蒙尼王朝（馬加比家族）（160－37 BC）、羅馬共和國和罗马帝國（37BC－390 AD)、東羅馬帝國（390－611 AD）、阿拉伯帝國（636－1099 AD）埃及马木留克王朝（1260－1517 AD）、奥斯曼帝国（1517－1920 AD）所统治。第一次世界大战之后，该地区由英国委任统治，被称为英属巴勒斯坦托管地。
19世纪末，大批犹太人陆续移居巴勒斯坦，這是猶太人第一次向巴勒斯坦大量移民。1897年，第一次全世界猶太人大會在瑞士巴塞爾召開，由西奧多·赫茨爾當選主席，開始從事猶太復國主義，准备复国，建國的地點選定在猶太人的故鄉巴勒斯坦。第一次世界大戰爆發，英國外交部長阿瑟·贝尔福於1917年發表了《貝爾福宣言》：「英國政府樂於見到猶太人在巴勒斯坦建立新的國家，並且將盡一切努力協助達成這個目標；我們明白這不應影響巴勒斯坦非猶太人之民權與宗教信仰，以及其他國家之猶太人的權利與政治地位。」，支援猶太人復國，由於美國本土有數以百萬計的猶太人，美國總統威爾遜表示支持《貝福爾宣言》，戰爭結束後，英國順利接管奧斯曼帝國，有大量的猶太人，尤其是東歐的猶太人湧入巴勒斯坦。1930年代納粹迫害猶太人時，移民更是激增。大量的移民潮，對當地阿拉伯人的生活環境造成很大的衝擊，猶太人與阿拉伯人開始出現流血暴力衝突。1939年英國限制猶太人進入巴勒斯坦的移民人數，每年上限爲75,000人。一些激進的人這時開始恐怖活動。
1947年，联合国大会通过「聯大181號決議案」决议（33票贊成，13票反對，10票棄權），決議在巴勒斯坦建立阿拉伯和以色列两个独立的国家，決議文規定把巴勒斯坦在約旦河以西地區總面積的57％劃給占32％人口的猶太人。
犹太人同意此决议，1948年成立以色列國，1948年5月14日16時，第一任以色列總理本格昂在國民議會上發表建國宣言。阿拉伯人強烈反对该决议，发動五次阿以战争。

## 历史
1. 第一次中东战争：於1948年5月15日開戰，以色列人稱之為「以色列獨立戰爭」，阿拉伯人稱之為「大災難」。
2. 第二次中东战争：於1956年10月29日開戰，又別名為「蘇伊士運河危機」和「西奈戰爭」。
3. 第三次中东战争：於1967年6月5日開戰，以色列稱之為「六日戰爭」，阿拉伯國家稱之為「六月戰爭」。
4. 第四次中東戰爭：於1973年10月6日開戰，又別名為「贖罪日戰爭」、「齋月戰爭」和「十月戰爭」。
5. 第五次中东战争：於1982年6月6日開戰，又稱「黎巴嫩戰爭」。
6. 第六次中東戰爭[3]（是否屬於戰爭仍有疑問）：於2023年10月7日加薩戰爭開始[3]，涵蓋紅海危機、2024年以黎戰爭、以伊戰爭等多場戰爭。

### 第一次中东战争
1948年5月15日，以色列宣布建國，次日凌晨，阿拉伯國家聯盟（七個成員國）共集結軍隊23,500 至 26,500多人，向以色列發起進攻，第一次中東戰爭爆發。
戰爭一開始，以色列總兵力29,677人，雙方人數旗鼓相當，不過阿拉伯聯軍在武器裝備上佔有絕對優勢，因此處於有利的地位，以色列軍隊節節敗退。以色列軍隊在特拉維夫南面拼命抵抗，才使戰情不致惡化。以色列總理急電以色列駐聯合國代表埃班說：「以色列急需幾周的時間來重新組織和裝備軍隊」。5月17日，美國向聯合國安理會遞交了一份議案，建議安理會命令雙方在36小時內停火。6月11日，阿以雙方同意停火四週，阿拉伯聯軍已經佔領了巴勒斯坦過半的領土。
此時以色列違反停火令，私自運輸軍備，加上動員和外國猶太人不斷向以色列移民，以色列軍隊在休戰期間將其兵力從大約 30,000人增加到近65,000 人，以色列政府正式建起了一支正規的以色列國防軍（IDF）。軍備上得到了來自世界各地猶太人捐贈的新型輕重武器，加上史達林大力支持，從美國、英國進口轟炸機，從法國引進坦克，從捷克等東歐國家獲得了大量輕武器、野戰炮、炸彈和炸藥。7月8日阿拉伯聯軍展開攻擊，孰料戰爭一開始聯軍就陷於被動，得益於停火令的以色列一口氣奪取約1000平方公里的土地。
第二次休戰期間，聯合國調停員福爾克·貝爾納多特伯爵，遭猶太復國恐怖組織暗殺，理由是擔心以色列政府會接受該調停員的和平計劃，放棄了當前以色列的軍事優勢。
最後軍事上已佔盡優勢的以色列軍隊針對埃及軍的弱點，一口氣發動了約夫戰役、希拉姆戰役、霍雷夫戰役。12月23日，阿隆師主力從比爾謝巴開始向阿里什方向進攻。以色列的司令兼考古學家發現了一條羅馬時代的舊通道，可由比爾謝巴通往奧賈，埃軍萬萬沒想到，以色列已秘密將這條舊通道大修成軍用道路，可通行裝甲戰車，沿這條古道包抄埃軍後方，突襲埃軍，埃軍全面敗退，阿拉伯聯軍原本就是以埃軍為主力，埃軍一敗，聯軍更無鬥志，節節敗退。
1948 年 9 月 22 日，以色列臨時國務委員會通過了《管轄區域和權力條例》，5708-1948。該法律透過吞併自戰爭開始以來佔領的所有土地，正式擴大了以色列的版圖。它還宣布，從此以後，被以色列軍隊佔領的巴勒斯坦任何地區都將自動成為以色列的一部分。
第一次中東戰爭結束，以色列大勝，阿拉伯國家軍隊死亡1.5萬人，以色列軍隊死亡約6000人。以色列佔領了巴勒斯坦總面積的80％，這場戰爭中有96萬巴勒斯坦人逃離家園，淪為新難民。

### 第二次中东战争
1956年10月29日-11月7日，第二次中東戰爭，也被稱為蘇伊士運河戰爭、西奈戰役或卡代什行動。起因是10月29日，以色列突然入侵了加沙地帶和西奈半島，並迅速向運河區挺進。次日英法兩國向埃及、以色列發出最後通牒，要求兩國立即停火，並從運河兩岸各向後撤退10公里。以色列方面接受停火，但納塞爾總統拒絕，從而英法兩國出兵埃及。英法以三國的行動遭到國際社會譴責，11月6日在國際壓力下英法兩國被迫接受停火決議，以色列並於11月8日同意撤出西奈半島。

### 第三次中东战争
1967年4月7日，戈兰高地的叙军向以色列定居点开火，由此爆发冲突，6月5日早晨8時45分，以色列出動空軍對埃及進行襲擊，第三次中東戰爭爆發。這一場戰爭中以色列傾全國之空軍部隊，對埃及、敘利亞和伊拉克的機場進行攻擊。半小時後，以色列地面部隊發動進攻。阿拉伯國家損失慘重，400多架飛機被摧毀，有超過40多萬巴勒斯坦人淪為難民。6月11日戰爭結束，以色列佔領了加沙地帶、西奈半島、約旦河西岸、耶路撒冷東城區和戈蘭高地，共6.57萬多平方公里。第三次以阿戰爭只用了六天就結束，所以又稱為「六日戰爭」。

### 第四次中东战争
第四次中東戰爭，又稱贖罪日戰爭、齋月戰爭、十月戰爭。發生於1973年10月6日至26日，源於埃及和敘利亞欲取回在六日戰爭中失去的土地，但以色列高層對聯合國關於歸還土地的決議不予理睬。埃及總統薩達特寄望於以小規模的戰勝以色列便能改變現狀。埃及和敍利亞趁猶太人進行絕對休息的「贖罪日」（如同穆斯林的齋月節）時，同時向以色列發起突然襲擊。戰爭在聯合國通過的停火決議中告一段落，並於28日展開談判。

### 第五次中东战争
長期以來巴勒斯坦解放組織一直對以色列造成極大的威脅，特別是在第四次中東戰爭中，巴解游擊隊協助埃及、敘利亞部隊，展開游擊戰，以色列自然無法容許這樣的心腹大患。1982年6月6日，以色列藉口駐英國大使遭到巴解組織刺殺爲由，出動陸、海、空三軍10萬多人，包圍貝魯特西區，對黎巴嫩境內的遊擊隊發動了大規模的掃蕩。最終巴解組織和以色列分別在以色列和世界各國的壓力下先後撤出黎巴嫩。

### 第六次中东战争（有疑義）[3]
哈马斯武裝分子於2023年10月7日在加沙地带向以色列發射數千枚火箭，發動大規模地面突襲，並突破以軍重兵防守的加沙—以色列隔离墙，導致以國境內900多人死亡。以色列隨即向哈马斯宣戰。
截至2024年7月25日，巴勒斯坦死亡人數統計為39175（婦女與兒童佔比約70%），統計方式為到院即死亡，未計入下列相關因素死亡人數（飢餓和傷病在廢墟中未掘出）。

## 影响
第四次中東戰爭結束之後，部分曾參與各次衝突的參戰國認知到武力並不能徹底解決問題，於是阿以之間開始走向和平談判的道路，但由於雙方一開始開立的條件過於苛刻，和平談判之路仍屬遙遠。
然而及后爆发的伊朗伊斯兰革命，使双方关系出现轉變。1979年爆發伊朗革命，什葉派伊斯蘭精神領袖霍梅尼返回伊朗，成立伊朗伊斯蘭共和國。1979年1月巴列維國王被迫流亡美國，伊朗新伊斯蘭政權要求美國引渡前國王，被美國當局拒絕。伊朗與美國交惡，其後正式宣佈斷交。原本親西方的伊朗與以色列宣佈斷交，取代阿拉伯國家成爲以色列和美國的主要敵對國家。1979年11月，伊朗大學生闯进美驻伊朗大使馆挾持了52名美國人質，霍梅尼公開表示支持伊朗大學生，美伊關係更進一步惡化。伊朗革命後，作為最大的什葉派伊斯蘭國家，與遜尼派為主的阿拉伯國家為敵對國家，阿拉伯國家擔心伊朗革命的影響，開始轉向和以色列和談。

### 後續的以巴衝突
至今以巴武裝衝突仍頻，甚至以自殺炸彈的方式直接向對方進行恐吓。

## 关联条目
- 巴以冲突
- 以色列、巴勒斯坦
- 2006年以黎冲突、2006年加沙危机